# بارومان
بلدية بارومان (بالإسبانية: Barromán) هي بلدية تقع في مقاطعة آبلة التابعة لمنطقة قشتالة وليون وسط إسبانيا.

## الديموغرافيا
يبلغ عدد سكان بلدية بارومان 207 نسمة عام 2011 (وفقاً للمعهد الوطني للإحصاء الإسباني).
| 265 | 256 | 243 | 233 | 235 | 223 | 207 |